# Polanczyna (Kudłoń)
Polanczyna, Polana Kudłoń – polana znajdująca się poniżej szczytu Kudłonia (1274 m n.p.m.) w Gorcach, na jego północnych zboczach. Ma powierzchnię 4,53 ha (2005 r.) i położona jest na wysokości 1150–1220 m n.p.m. Powstała, podobnie, jak i wiele innych polan gorczańskich w wyniku wypalania lasu przez Wołochów w XIV w., a potem użytkowana była pastersko przez kilkaset lat. Zaprzestano jej użytkowania w latach 1980–1990 i od tego czasu zaczyna stopniowo zarastać borówczyskami i lasem. Stopniowo wypierane są rosnące tutaj gatunki roślin chronionych: gółka długoostrogowa, storczyca kulista i inne górskie gatunki – nawłoć alpejska, jastrzębiec alpejski, kuklik górski. Wśród borówczysk i traw na polanie znajdują pożywienie jarząbki i drozd obrożny.
Z polany (dopóki całkiem nie zarośnie lasem) rozległe widoki na szczyty Beskidu Wyspowego. Od lewej strony są to w kolejności: Lubogoszcz, Wierzbanowska Góra, Ciecień, Śnieżnica, Ćwilin, Kamionna, Łopień, Jasień, Krzystonów, Mogielica. Doskonale widoczna jest też gorczańska polana Podskały.
Polana znajduje się na obszarze Gorczańskiego Parku Narodowego, w granicach wsi Lubomierz w województwie małopolskim, w powiecie limanowskim, w gminie Mszana Dolna. Na polanie zamontowano tablicę informacyjną z opisem polany i panoramą widoków. Poniżej polany, przy czarnym szlaku do Lubomierza duży ostaniec skalny Kudłoński Baca.
Szlaki turystyki pieszej
 Lubomierz – Jastrzębie – Kosarzysko – Pyrzówka – Kudłoński Baca – Polanczyna – Kudłoń. Odległość 5,7 km, suma podejść 650 m, czas przejścia 2 godz. 30 min, z powrotem 1 godz. 30 min.